# Гваймакхш
Гваймакхш — традиционное национальное блюдо нахов чеченцев, в состав которого входят: мука кукурузная, мука пшеничная, яйца, сахар, соль, сода, молоко, масло топлёное или маргарин, мёд.

## Описание
Для приготовления гваймакхша подогревается молоко, в нём растворяется сахар и соль, и добавляется разведённая в теплой воде сода, перемешивается и оставляется в теплом месте для брожения, примерно на час или два. В тесто добавляется кукурузная мука и яйца, перемешивается и оставляется на час. Сковороду смазывают маслом или маргарином и разогревают; в ней выпекают блины, время от времени переворачивая их с одной стороны на другую, на стол подают с мёдом.